# Саколонго
Саколо̀нго (на италиански: Saccolongo; на венециански: Sacołongo) е малко градче и община в Северна Италия, провинция Падуа, регион Венето. Разположено е на 19 m надморска височина. Населението на общината е 4959 души (към 2015 г.).